# HD242632
HD242632 — подвійна зоря. 
Ця подвійна система має видиму зоряну величину в смузі V приблизно 9,7.
Вона розташована на відстані близько 1136,4 світлових років від Сонця.

## Подвійна зоря
Головна зоря цієї системи належить до хімічно пекулярних зір й має спектральний клас A5.
Інша компонента має спектральний клас Зорі спектрального класу .